# 오쿠와역 (나가노현)
오쿠와역(일본어: 大桑駅)은 일본 나가노현 기소군 오쿠와촌에 있는 도카이 여객철도 주오 본선의 역이다.

## 역 구조 및 승강장
상대식 승강장 2면 2선을 가진 열차 교환 가능한 지상역. 기소후쿠시마역 관리의 간이위탁역. 역사, 과선교를 가진다.
| 1 | ■ 주오 본선 | 상행 | 나카쓰가와 · 나고야 방면   |
| 2 | ■ 주오 본선 | 하행 | 기소후쿠시마 · 나가노 방면 |

## 역 주변
- 노조키도 고원
- 기소강
- 국도 제19호선

## 역사
- 1951년 9월 1일 : 일본국유철도 주오 본선의 스하라 - 노지리 간에 신설개업. 여객영업만.
- 1987년 4월 1일 : 일본국유철도 분할 민영화에 의해, 도카이 여객철도의 역이 된다.

## 인접 역
| 도카이 여객철도 주오 본선     | 도카이 여객철도 주오 본선 | 도카이 여객철도 주오 본선     |
| ----------------------------- | ------------------------- | ----------------------------- |
| 스하라 시오지리 · 나가노 방면 | ■ 주오 본선               | 노지리 나카쓰가와·나고야 방면 |